# Libenovský dub
Libenovský dub byl památný strom u barokního dvora Libenov při cestě do Hvozdu, na katastrálním území vsi Radějov. Dub zimní (Quercus petraea) rostl na mýtině spolu s dalšími duby byl starý přibližně 320 let. Při měření v roce 1977 byl zjištěn obvod kmene 441 cm a výška 19 metrů. Strom byl chráněn od roku 1978 pro svůj vzrůst. Ochrana stromu zrušena v prosinci 2022.